# Ried am Riederberg
Ried am Riederberg ist eine Ortschaft und Katastralgemeinde in der Marktgemeinde Sieghartskirchen im Bezirk Tulln in Niederösterreich. Die Ortschaft hat 326 Einwohner (Stand 1. Jänner 2024). Bis Ende 1971 war Ried am Riederberg eine eigenständige Gemeinde.

## Lage
Das Straßendorf am westlichen Ausläufer des Riederberges steht auf hügeligem Terrain beidseits der Wiener Straße B 1.

## Geschichte
Urkundlich wurde der Ort 1157/1163 genannt. Die seit dem 12. Jahrhundert wichtige Burg namhafter Familien Langenbacher, Kuenringer, Rudolf I. von Habsburg, Konrad von Tulln, Otto von Neuburg und die Schenken von Ried. Die Burg ist im 15. Jahrhundert verfallen.
1548 ging das Amt Ried samt dem Patronat an der Kirche an Rappoltenkirchen. 1593 standen zehn Häuser im Besitz des bayerischen Bischofs von Freising. 1683 litt der Ort im Türkenkrieg.
Mit 1. Jänner 1972 wurden im Zuge der Niederösterreichischen Kommunalstrukturverbesserung die bis dahin selbständigen Gemeinden Abstetten, Kogl, Ollern, Rappoltenkirchen, Ried am Riederberg und Röhrenbach in die Marktgemeinde Sieghartskirchen eingemeindet.

## Kultur und Sehenswürdigkeiten

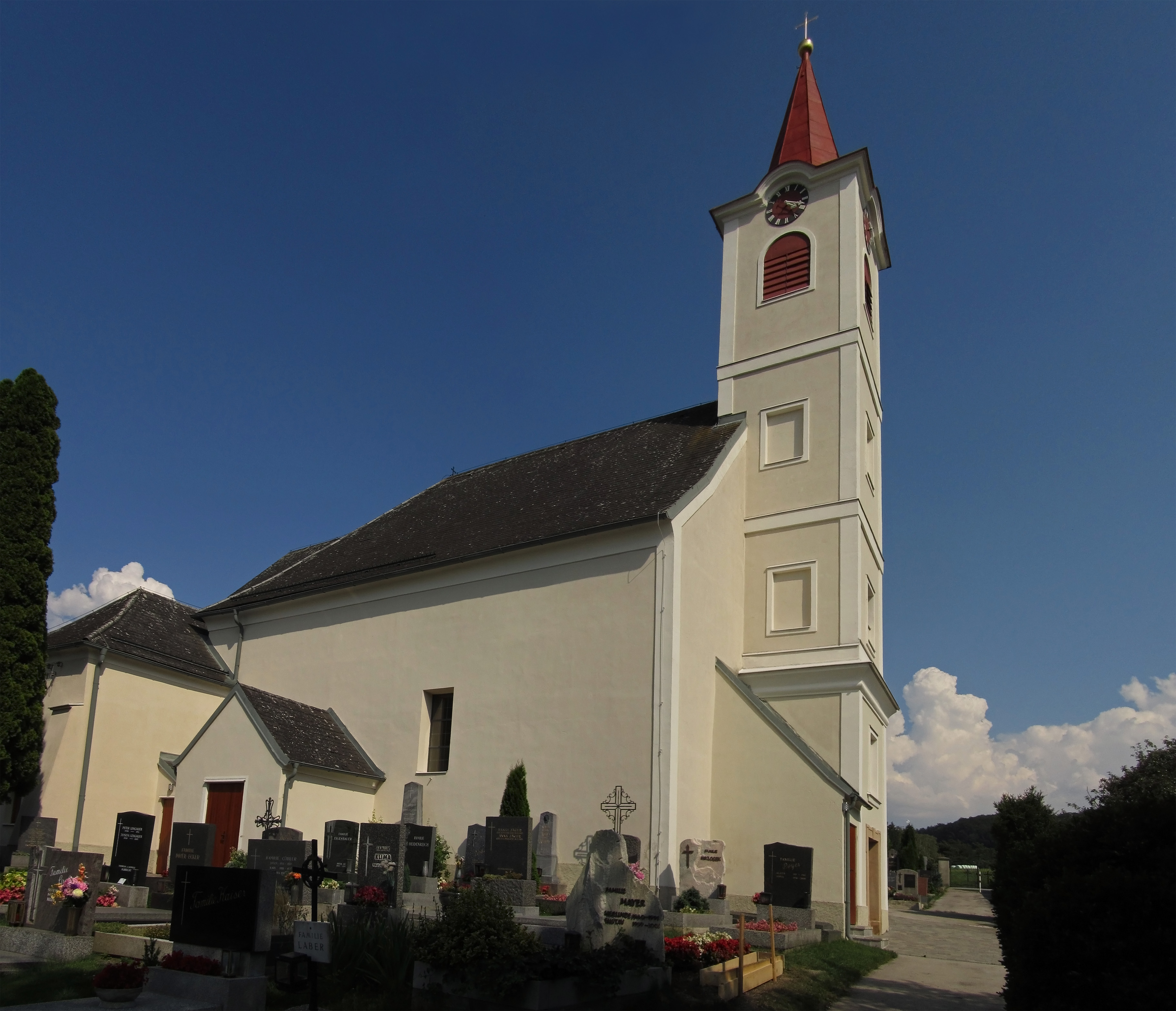
Pfarrkirche Ried am Riederberg

- Katholische Pfarrkirche Ried am Riederberg hl. Johannes der Täufer
- Burgruine Ried am Riederberg
- Klosterruine Riederberg (im Gemeindegebiet von Tullnerbach)
- Nischenbildstock auf dem Friedhof
- Statue Johannes Nepomuk im Kapellenbildstock auf dem Hauptplatz
- Bildstock am östlichen Ortsrand